# Список Маршалов Сената Польши

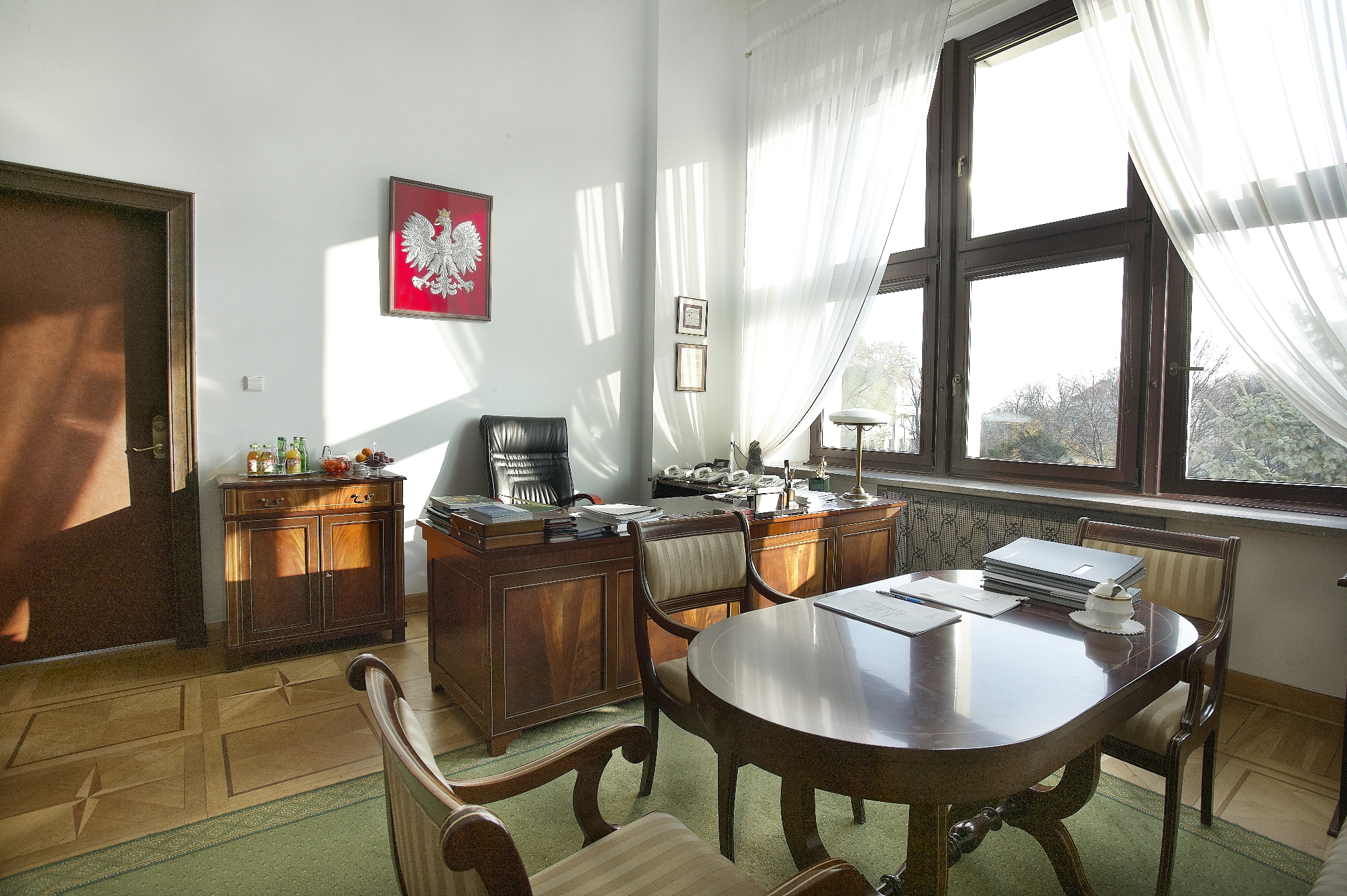
Кабинет Маршала Сената

Маршал Сената Республики Польша (пол. Marszałek Senatu Rzeczypospolitej Polskiej) — высший представитель Сената Республики Польша, охраняющий его права и достоинство. Избирается абсолютным большинством голосов на первом заседании Сената.
Маршал также является третьим лицом, согласно польскому порядку старшинства, после Президента Республики Польша и Маршала Сейма, и вторым в очереди, чтобы стать исполняющим обязанности Президента Республики Польша (после Маршала Сейма; в период 1935—1939 гг. Маршал Сената был первым). Поэтому маршала обычно называют «третьим лицом в государстве». Также среди обязанностей Маршала: Председательствует на заседаниях Сената; Председательствует на заседаниях Президиума Сената и Совета глав сенатских фракций (Konwent Seniorów); Выполняет некоторые представительские функции на государственном уровне и некоторые другие.
Конституция Республики Польша от 2 апреля 1997 года ввела понятие временного принятия на себя обязанностей Президента Республики Польша. Согласно ст. 131 раздел 2 Конституции, в случае, если президент не может выполнять свои обязанности (например, в случае смерти Президента), до выборов нового Президента Республики Польша лицом, временно исполняющим обязанности Президента Республики Польша, является Маршал Сейма. Если Маршал Сейма не может выполнять обязанности Президента Республики Польша, эти обязанности переходит к Маршалу Сената. В результате гибели Президента Леха Качиньского в авиакатастрофе 10 апреля 2010 года, на основании положений Конституции, обязанности Президента Республики Польша временно исполнял Маршал Сейма Бронислав Коморовский, а после его избрания на должность Президента Республики Польша и отставки с поста Маршала Сейма 8 июля 2010 года — Маршал Сената Богдан Борусевич. Затем обязанности президента исполнял новый Маршал Сейма Гжегож Схетына до принесения присяги нового президента Бронислава Коморовского.
В настоящее время должность маршала Сената Республики Польша занимает Малгожата Кидава-Блоньская (избрана в Сенат по списку Гражданской коалиции).

## Председатели Сената в Короне Королевства Польского и в Речи Посполитой Обоих Народов

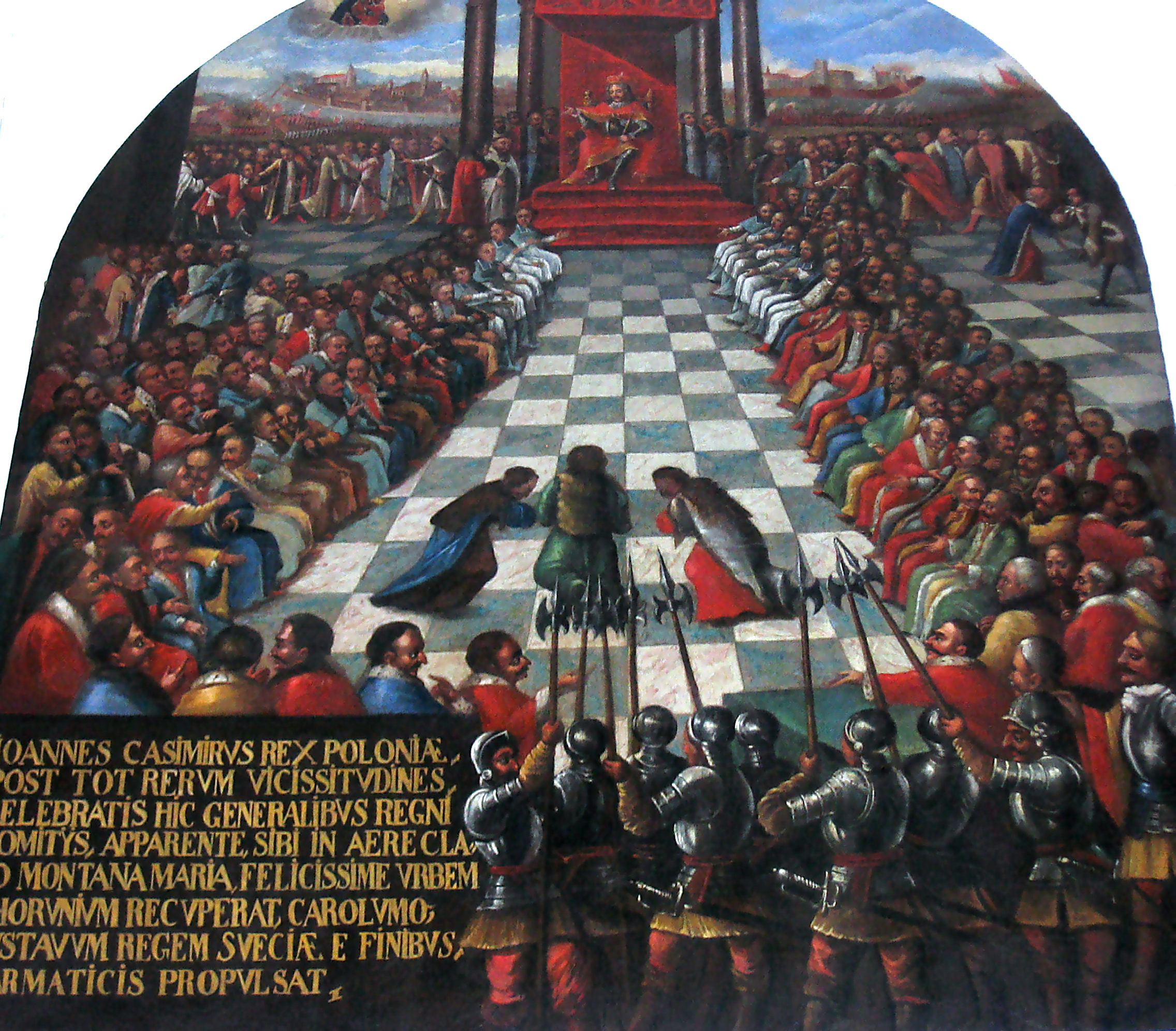
Собрание сената на Ясной Горе в 1661 году

Сенат был верхней палатой двухпалатного парламента Первой Польской Республики в 1493—1795 годах. Политической системой Речи Посполитой являлась смешанная монархия с избираемым монархом. Органами власти были монарх, аристократический элемент, представленный Сенатом, и демократический элемент, представленный Палатой депутатов. Сенаторы играли ведущую роль в определении окончательных результатов выборов.
Сенат возник из Королевского Совета, который был совещательным органом при короле Польши в XIV веке. С 1493 года, в связи с преобразованием представительства местных сеймиков в отдельную Палату депутатов, Сенат, наряду с королём и Палатой депутатов, входил в число трёх парламентских сословий Речи Посполитой. Во время правления правителей саксонской династии в Польше многие решения, обычно принимаемые Сеймом, принимались на сенатских советах.
В 1569 году Королевство Польское и Великое княжество Литовское были объединены в конфедеративное государство — Речь Посполитую. Поскольку в Речи Посполитой король не управлял, на эту роль претендовал сенат, главой которого, впрочем, был монарх.

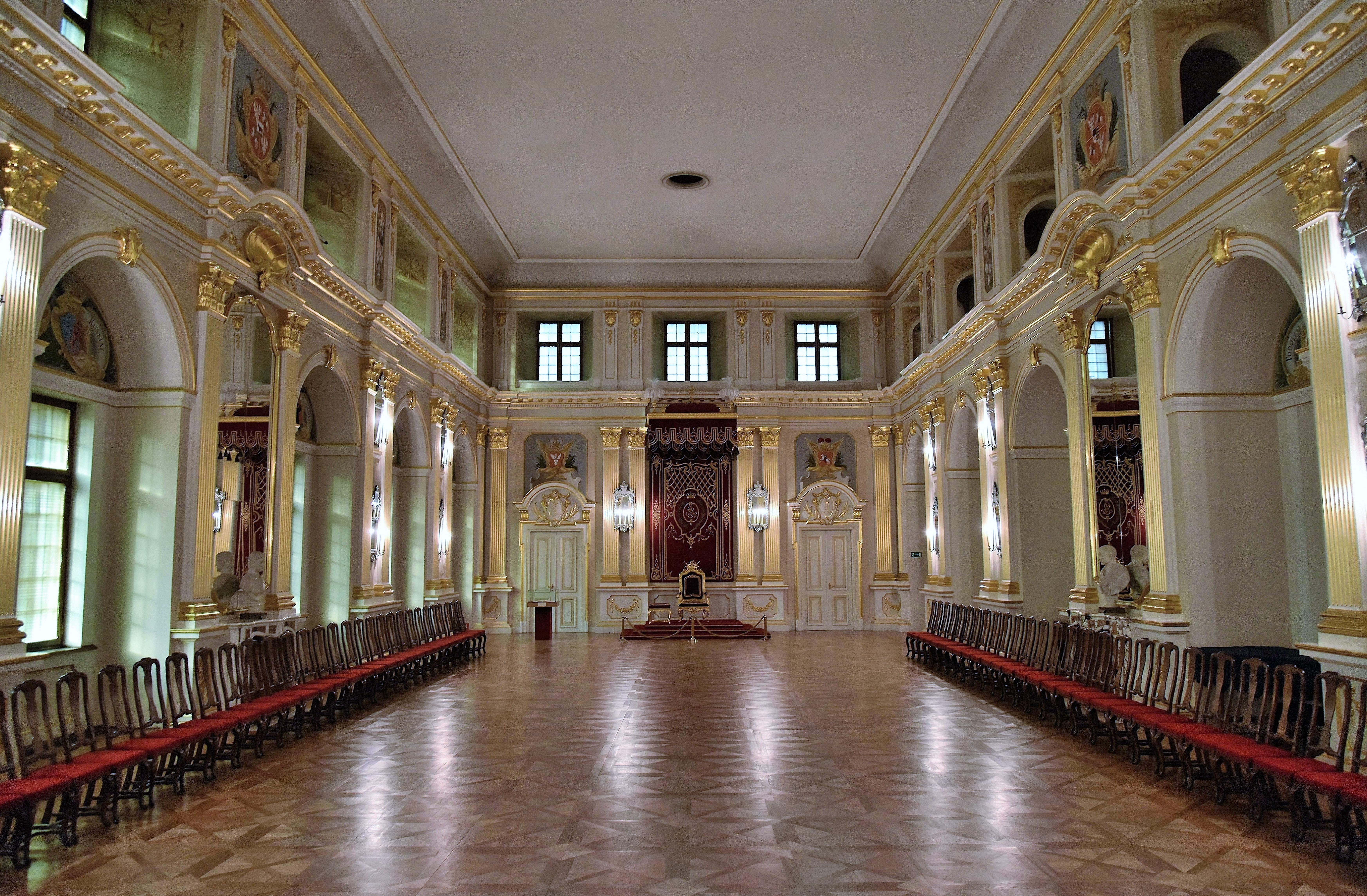
Сенаторский зал в Королевском дворце в Варшаве

В состав сената входили придворные сановники, католические епископы, высшие земские должностные лица — воеводы и каштеляны. Члены сената назначались пожизненно и фактически несли ответственность только перед Речью Посполитой. Сенату отводились в первую очередь совещательные функции. Для того, чтобы король не окружал себя собственными, тем более иноземными советниками, на сенаторов была возложена задача контролировать монарха. Сенаторы-резиденты, представлявшие постоянно действующий орган сейма, исполняли функцию постоянных королевских советников и отчитывались непосредственно перед сеймом. Но сенат так и не стал институтом государственного управления: роль монарха уменьшалась, а набиравшие силу магнаты нашли способы влияния на посольскую избу.
После принятия Конституции 3 мая 1791 года полномочия сената были значительно сокращены. Палата сенаторов состояла из епископов, воевод, каштелянов и министров (всего 132 человека), и находилась под председательством короля. Сенат утратил право законодательной инициативы и принятия законов в сейме и имел только право отлагательного вето. Если сенат налагал вето на закон, принятый депутатами, то после повторного принятия закона посольской избой следующей каденции (срока), сенат автоматически его утверждал. При этом постановления сейма (о временных взносах, оценке монеты, нобилитации, войне, мире и др.) принимались большинством голосов на совместном заседании обеих палат. На конституционном сейме, который должен был проводиться каждые 25 лет для пересмотра конституции, сенат выступал в качестве «совета старейшин», чье мнение не являлось обязательным для палаты депутатов.
Сенаторский зал располагался в Королевском замке в Варшаве. Он располагался на первом этаже, куда можно было попасть по лестнице, называемой Большой лестницей. Для короля — первого среди равных (primus inter pares) — на трехступенчатом возвышении стоял трон с балдахином. По бокам комнаты в два ряда стояли стулья с бархатной обивкой для сенаторов, а перед королем — для его министров, справа — коронных министров, слева — литовских. Также напротив тронного кресла стояла ложа королевы, закрытая деревянной решеткой. Сразу за сиденьем правителя находилась дверь в королевские покои.
Во времена Генерального сейма как в Короне Королевства Польского, так и в Речи Посполитой не существовало формальных функций маршала Сената. Сенат возглавляли архиепископы Гнезненские и примасы Польши как высшие сенаторы государства. Однако четыре раза в отсутствие епископа обязанности председателя Сената выполняли сенаторы-миряне. Это были: Станислав Варшицкий, Адам Миколай Сенявский, Юзеф Потоцкий и Антони Барнаба Яблоновский.
| #   | Имя маршала                               | Изображение           | Начало нахождения в должности | Конец нахождения в должности |
| --- | ----------------------------------------- | --------------------- | ----------------------------- | ---------------------------- |
| 1.  | Миколай Дзежговский (1490–1559)           |                       | 31 октября 1548 года          | 12 декабря 1548 года         |
| 1.  | Миколай Дзежговский (1490–1559)           | 15 мая 1550 года      | 26 июля 1550 года             |                              |
| 1.  | Миколай Дзежговский (1490–1559)           | 2 февраля 1552 года   | 11 апреля 1552 года           |                              |
| 1.  | Миколай Дзежговский (1490–1559)           | 1 февраля 1553 года   | 29 марта 1553 года            |                              |
| 1.  | Миколай Дзежговский (1490–1559)           | 22 апреля 1555 года   | 15 июня 1555 года             |                              |
| 1.  | Миколай Дзежговский (1490–1559)           | 6 декабря 1556 года   | 14 января 1557 года           |                              |
| 1.  | Миколай Дзежговский (1490–1559)           | 5 декабря 1558 года   | 8 февраля 1559 года           |                              |
| 2.  | Якуб Уханьский (1502–1581)                |                       | 30 ноября 1562 года           | 25 марта 1563 года           |
| 2.  | Якуб Уханьский (1502–1581)                | 22 ноября 1563 года   | 1 апреля 1564 года            |                              |
| 2.  | Якуб Уханьский (1502–1581)                | 24 июня 1564 года     | 2 августа 1564 года           |                              |
| 2.  | Якуб Уханьский (1502–1581)                | 1565                  | 14 апреля 1565 года           |                              |
| 2.  | Якуб Уханьский (1502–1581)                | 10 января 1569 года   | 12 августа 1569 года          |                              |
| 2.  | Якуб Уханьский (1502–1581)                | 29 апреля 1570 года   | 11 июля 1570 года             |                              |
| 2.  | Якуб Уханьский (1502–1581)                | 12 марта 1572 года    | 28 мая 1572 года              |                              |
| 2.  | Якуб Уханьский (1502–1581)                | 5 апреля 1573 года    | 20 мая 1573 года              |                              |
| 2.  | Якуб Уханьский (1502–1581)                | 22 февраля 1574 года  | 2 апреля 1574 года            |                              |
| 2.  | Якуб Уханьский (1502–1581)                | 30 августа 1574 года  | 13 сентября 1574 года         |                              |
| 2.  | Якуб Уханьский (1502–1581)                | 13 сентября 1574 года | 18 сентября 1574 года         |                              |
| 2.  | Якуб Уханьский (1502–1581)                | 7 ноября 1575 года    | 15 декабря 1575 года          |                              |
| 2.  | Якуб Уханьский (1502–1581)                | 31 марта 1576 года    | 29 мая 1576 года              |                              |
| 3.  | Станислав Карнковский (1520–1603)         |                       | 22 января 1581 года           | 8 марта 1581 года            |
| 3.  | Станислав Карнковский (1520–1603)         | 4 октября 1582 года   | 25 ноября 1582 года           |                              |
| 3.  | Станислав Карнковский (1520–1603)         | 15 января 1585 года   | 28 февраля 1585 года          |                              |
| 3.  | Станислав Карнковский (1520–1603)         | 2 февраля 1587 года   | март 1587                     |                              |
| 3.  | Станислав Карнковский (1520–1603)         | 30 июня 1587 года     | 19 августа 1587 года          |                              |
| 3.  | Станислав Карнковский (1520–1603)         | 10 декабря 1587 года  | 20 января 1588 года           |                              |
| 3.  | Станислав Карнковский (1520–1603)         | 6 марта 1589 года     | 23 апреля 1589 года           |                              |
| 3.  | Станислав Карнковский (1520–1603)         | 8 марта 1590 года     | 21 апреля 1590 года           |                              |
| 3.  | Станислав Карнковский (1520–1603)         | 2 декабря 1590 года   | 15 января 1591 года           |                              |
| 3.  | Станислав Карнковский (1520–1603)         | 7 сентября 1592 года  | 19 октября 1592 года          |                              |
| 3.  | Станислав Карнковский (1520–1603)         | 4 мая 1593 года       | 15 июня 1593 года             |                              |
| 3.  | Станислав Карнковский (1520–1603)         | 6 февраля 1595 года   | 21 марта 1595 года            |                              |
| 3.  | Станислав Карнковский (1520–1603)         | 26 марта 1596 года    | 13 мая 1596 года              |                              |
| 3.  | Станислав Карнковский (1520–1603)         | 10 февраля 1597 года  | 25 марта 1597 года            |                              |
| 3.  | Станислав Карнковский (1520–1603)         | 8 марта 1598 года     | 13 апреля 1598 года           |                              |
| 3.  | Станислав Карнковский (1520–1603)         | 9 февраля 1600 года   | 21 марта 1600 года            |                              |
| 3.  | Станислав Карнковский (1520–1603)         | 7 февраля 1601 года   | 13 марта 1601 года            |                              |
| 3.  | Станислав Карнковский (1520–1603)         | 4 февраля 1603 года   | 5 марта 1603 года             |                              |
| 4.  | Ян Тарновский (1550–1605)                 |                       | 20 января 1605 года           | 3 марта 1605 года            |
| 5.  | Януш Острожский (1554–1620)               |                       | 7 марта 1606 года             | 18 апреля 1606 года          |
| 6.  | Бернар Мациевский (1548–1608)             |                       | 7 мая 1607 года               | 16 июня 1607 года            |
| 7.  | Войцех Барановский (1548–1615)            |                       | 15 января 1609 года           | 26 февраля 1609 года         |
| 7.  | Войцех Барановский (1548–1615)            | 26 сентября 1611 года | 9 ноября 1611 года            |                              |
| 7.  | Войцех Барановский (1548–1615)            | 28 февраля 1613 года  | 2 апреля 1613 года            |                              |
| 7.  | Войцех Барановский (1548–1615)            | 3 декабря 1613 года   | 24 декабря 1613 года          |                              |
| 7.  | Войцех Барановский (1548–1615)            | 12 февраля 1615 года  | 27 марта 1615 года            |                              |
| 8.  | Вавжинец Гембицкий (1559–1624)            |                       | 26 апреля 1616 года           | 7 июня 1616 года             |
| 8.  | Вавжинец Гембицкий (1559–1624)            | 13 февраля 1618 года  | март 1618                     |                              |
| 8.  | Вавжинец Гембицкий (1559–1624)            | февраль 1619          | март 1619                     |                              |
| 8.  | Вавжинец Гембицкий (1559–1624)            | 3 ноября 1620 года    | 11 декабря 1620 года          |                              |
| 8.  | Вавжинец Гембицкий (1559–1624)            | 23 августа 1621 года  | март 1621                     |                              |
| 8.  | Вавжинец Гембицкий (1559–1624)            | 24 января 1623 года   | 5 марта 1623 года             |                              |
| 9.  | Хенрик Фирлей (1574–1626)                 |                       | 11 февраля 1624 года          | март 1624                    |
| 9.  | Хенрик Фирлей (1574–1626)                 | 7 января 1625 года    | март 1625                     |                              |
| 9.  | Хенрик Фирлей (1574–1626)                 | 27 января 1626 года   | 10 марта 1626 года            |                              |
| 10. | Ян Венжик (1575–1638)                     |                       | 27 января 1626 года           | 10 марта 1626 года           |
| 10. | Ян Венжик (1575–1638)                     | 10 ноября 1626 года   | 29 ноября 1626 года           |                              |
| 10. | Ян Венжик (1575–1638)                     | 12 октября 1627 года  | 24 ноября 1627 года           |                              |
| 10. | Ян Венжик (1575–1638)                     | 27 июня 1628 года     | 18 июля 1628 года             |                              |
| 10. | Ян Венжик (1575–1638)                     | 9 января 1629 года    | 20 февраля 1629 года          |                              |
| 10. | Ян Венжик (1575–1638)                     | 13 ноября 1629 года   | 28 ноября 1629 года           |                              |
| 10. | Ян Венжик (1575–1638)                     | 29 января 1631 года   | март 1631                     |                              |
| 10. | Ян Венжик (1575–1638)                     | 11 марта 1632 года    | 3 апреля 1632 года            |                              |
| 10. | Ян Венжик (1575–1638)                     | 22 июня 1632 года     | 17 июля 1632 года             |                              |
| 10. | Ян Венжик (1575–1638)                     | 24 сентября 1632 года | 15 ноября 1632 года           |                              |
| 10. | Ян Венжик (1575–1638)                     | 8 февраля 1633 года   | 17 марта 1633 года            |                              |
| 10. | Ян Венжик (1575–1638)                     | 19 июля 1634 года     | 1 августа 1634 года           |                              |
| 10. | Ян Венжик (1575–1638)                     | 31 января 1635 года   | 17 марта 1635 года            |                              |
| 10. | Ян Венжик (1575–1638)                     | 21 ноября 1635 года   | 9 декабря 1635 года           |                              |
| 10. | Ян Венжик (1575–1638)                     | 20 января 1636 года   | 9 декабря 1636 года           |                              |
| 10. | Ян Венжик (1575–1638)                     | 3 июня 1637 года      | 18 июня 1637 года             |                              |
| 10. | Ян Венжик (1575–1638)                     | 10 марта 1638 года    | 1 мая 1638 года               |                              |
| 11. | Ян Липский (1589–1641)                    |                       | 5 октября 1639 года           | 16 ноября 1639 года          |
| 11. | Ян Липский (1589–1641)                    | 19 апреля 1640 года   | 1 июня 1640 года              |                              |
| 12. | Мацей Лубеньский (1572–1652)              |                       | 20 августа 1641 года          | 4 октября 1641 года          |
| 12. | Мацей Лубеньский (1572–1652)              | 11 февраля 1642 года  | 26 февраля 1642 года          |                              |
| 12. | Мацей Лубеньский (1572–1652)              | 1 февраля 1643 года   | 29 марта 1643 года            |                              |
| 12. | Мацей Лубеньский (1572–1652)              | 13 февраля 1645 года  | 27 марта 1645 года            |                              |
| 12. | Мацей Лубеньский (1572–1652)              | 25 октября 1646 года  | 7 декабря 1646 года           |                              |
| 12. | Мацей Лубеньский (1572–1652)              | 2 мая 1647 года       | 27 мая 1647 года              |                              |
| 12. | Мацей Лубеньский (1572–1652)              | 16 июля 1648 года     | 1 августа 1648 года           |                              |
| 12. | Мацей Лубеньский (1572–1652)              | 6 октября 1648 года   | 19 ноября 1648 года           |                              |
| 12. | Мацей Лубеньский (1572–1652)              | 19 января 1649 года   | 14 февраля 1649 года          |                              |
| 12. | Мацей Лубеньский (1572–1652)              | 22 ноября 1649 года   | 13 января 1650 года           |                              |
| 12. | Мацей Лубеньский (1572–1652)              | 21 ноября 1650 года   | 24 декабря 1650 года          |                              |
| 12. | Мацей Лубеньский (1572–1652)              | 26 января 1652 года   | 11 марта 1652 года            |                              |
| 12. | Мацей Лубеньский (1572–1652)              | 23 июля 1652 года     | 17 августа 1652 года          |                              |
| 13. | Анджей Лещинский (1608–1658)              |                       | 24 марта 1653 года            | 7 апреля 1653 года           |
| 13. | Анджей Лещинский (1608–1658)              | 11 февраля 1654 года  | 28 марта 1654 года            |                              |
| 13. | Анджей Лещинский (1608–1658)              | 9 июня 1654 года      | 20 июля 1654 года             |                              |
| 13. | Анджей Лещинский (1608–1658)              | 19 мая 1655 года      | 20 июня 1655 года             |                              |
| 14. | Вацлав Лещинский (1605–1666)              |                       | 10 июля 1658 года             | 30 августа 1658 года         |
| 14. | Вацлав Лещинский (1605–1666)              | 22 марта 1659 года    | 2 мая 1659 года               |                              |
| 14. | Вацлав Лещинский (1605–1666)              | 2 мая 1661 года       | 18 июля 1661 года             |                              |
| 14. | Вацлав Лещинский (1605–1666)              | 20 февраля 1662 года  | 1 мая 1662 года               |                              |
| 14. | Вацлав Лещинский (1605–1666)              | 26 ноября 1664 года   | 7 января 1665 года            |                              |
| 14. | Вацлав Лещинский (1605–1666)              | 12 марта 1665 года    | 28 марта 1665 года            |                              |
| 14. | Вацлав Лещинский (1605–1666)              | 17 марта 1666 года    | 4 мая 1666 года               |                              |
| 15. | Миколай Ян Пражмовский (1617–1673)        |                       | 17 марта 1666 года            | 4 мая 1666 года              |
| 15. | Миколай Ян Пражмовский (1617–1673)        | 9 ноября 1666 года    | 23 декабря 1666 года          |                              |
| 15. | Миколай Ян Пражмовский (1617–1673)        | 7 марта 1667 года     | 18 апреля 1667 года           |                              |
| 15. | Миколай Ян Пражмовский (1617–1673)        | 24 января 1668 года   | 7 марта 1668 года             |                              |
| 15. | Миколай Ян Пражмовский (1617–1673)        | 27 августа 1668 года  | 16 сентября 1668 года         |                              |
| 15. | Миколай Ян Пражмовский (1617–1673)        | 5 ноября 1668 года    | 6 декабря 1668 года           |                              |
| 15. | Миколай Ян Пражмовский (1617–1673)        | 2 мая 1669 года       | 19 июня 1669 года             |                              |
| 15. | Миколай Ян Пражмовский (1617–1673)        | 1 октября 1669 года   | 12 ноября 1669 года           |                              |
| 15. | Миколай Ян Пражмовский (1617–1673)        | 5 марта 1670 года     | 26 марта 1670 года            |                              |
| 15. | Миколай Ян Пражмовский (1617–1673)        | 9 сентября 1670 года  | 31 октября 1670 года          |                              |
| 15. | Миколай Ян Пражмовский (1617–1673)        | 26 января 1672 года   | 14 марта 1672 года            |                              |
| 15. | Миколай Ян Пражмовский (1617–1673)        | 18 мая 1672 года      | 30 июня 1672 года             |                              |
| 15. | Миколай Ян Пражмовский (1617–1673)        | 4 января 1673 года    | 8 апреля 1673 года            |                              |
| 16. | Казимеж Флориан Чарторыский (1620–1674)   |                       | 4 января 1673 года            | 8 апреля 1673 года           |
| 16. | Казимеж Флориан Чарторыский (1620–1674)   | 15 января 1674 года   | 22 февраля 1674 года          |                              |
| 16. | Казимеж Флориан Чарторыский (1620–1674)   | 20 апреля 1674 года   | 9 июня 1674 года              |                              |
| 17. | Анджей Ольшовский (1621–1677)             |                       | 20 апреля 1674 года           | 9 июня 1674 года             |
| 17. | Анджей Ольшовский (1621–1677)             | 2 февраля 1676 года   | 14 марта 1676 года            |                              |
| 17. | Анджей Ольшовский (1621–1677)             | 14 января 1677 года   | 26 апреля 1677 года           |                              |
| 18. | Станислав Варшицкий (1599–1681)           |                       | 15 декабря 1678 года          | 4 апреля 1679 года           |
| 19. | Ян Стефан Виджга (1610–1685)              |                       | 10 января 1681 года           | 21 мая 1681 года             |
| 19. | Ян Стефан Виджга (1610–1685)              | 27 января 1683 года   | 10 марта 1683 года            |                              |
| 19. | Ян Стефан Виджга (1610–1685)              | 16 февраля 1685 года  | 31 мая 1685 года              |                              |
| 20. | Михал Радзеёвский (1645–1705)             |                       | 27 января 1688 года           | 5 марта 1688 года            |
| 20. | Михал Радзеёвский (1645–1705)             | 17 ноября 1688 года   | 1 апреля 1689 года            |                              |
| 20. | Михал Радзеёвский (1645–1705)             | 16 января 1690 года   | 6 мая 1690 года               |                              |
| 20. | Михал Радзеёвский (1645–1705)             | 9 января 1693 года    | 11 февраля 1693 года          |                              |
| 20. | Михал Радзеёвский (1645–1705)             | 22 декабря 1693 года  | 22 декабря 1693 года          |                              |
| 20. | Михал Радзеёвский (1645–1705)             | 12 января 1695 года   | 24 марта 1695 года            |                              |
| 20. | Михал Радзеёвский (1645–1705)             | 29 августа 1696 года  | 28 сентября 1696 года         |                              |
| 20. | Михал Радзеёвский (1645–1705)             | 15 мая 1697 года      | 28 июня 1697 года             |                              |
| 20. | Михал Радзеёвский (1645–1705)             | 17 сентября 1697 года | 1 октября 1697 года           |                              |
| 20. | Михал Радзеёвский (1645–1705)             | 16 апреля 1698 года   | 28 апреля 1698 года           |                              |
| 20. | Михал Радзеёвский (1645–1705)             | 16 июня 1699 года     | 30 июля 1699 года             |                              |
| 20. | Михал Радзеёвский (1645–1705)             | 22 декабря 1701 года  | 6 февраля 1702 года           |                              |
| 20. | Михал Радзеёвский (1645–1705)             | 11 июня 1703 года     | 19 июля 1703 года             |                              |
| 21. | Станислав Шембек (1650–1721)              |                       | 4 февраля 1710 года           | апрель 1710                  |
| 21. | Станислав Шембек (1650–1721)              | 5 апреля 1712 года    | 19 апреля 1712 года           |                              |
| 21. | Станислав Шембек (1650–1721)              | 31 декабря 1712 года  | 21 февраля 1713 года          |                              |
| 21. | Станислав Шембек (1650–1721)              | 1 февраля 1717 года   | 1 февраля 1717 года           |                              |
| 21. | Станислав Шембек (1650–1721)              | 3 октября 1718 года   | 14 ноября 1718 года           |                              |
| 21. | Станислав Шембек (1650–1721)              | 30 декабря 1719 года  | 22 февраля 1720 года          |                              |
| 21. | Станислав Шембек (1650–1721)              | 30 сентября 1720 года | 11 ноября 1720 года           |                              |
| 22. | Адам Миколай Сенявский (1666–1726)        |                       | 5 октября 1722 года           | 16 ноября 1722 года          |
| 23. | Теодор Анджей Потоцкий (1664–1738)        |                       | 2 октября 1724 года           | 13 ноября 1724 года          |
| 23. | Теодор Анджей Потоцкий (1664–1738)        | 28 сентября 1726 года | 9 ноября 1726 года            |                              |
| 23. | Теодор Анджей Потоцкий (1664–1738)        | 22 августа 1729 года  | 25 августа 1729 года          |                              |
| 23. | Теодор Анджей Потоцкий (1664–1738)        | 2 октября 1730 года   | 14 октября 1730 года          |                              |
| 23. | Теодор Анджей Потоцкий (1664–1738)        | 26 января 1733 года   | 2 февраля 1733 года           |                              |
| 23. | Теодор Анджей Потоцкий (1664–1738)        | 27 апреля 1733 года   | 23 мая 1733 года              |                              |
| 23. | Теодор Анджей Потоцкий (1664–1738)        | 25 августа 1733 года  | 28 сентября 1733 года         |                              |
| 23. | Теодор Анджей Потоцкий (1664–1738)        | 27 сентября 1735 года | 8 ноября 1735 года            |                              |
| 23. | Теодор Анджей Потоцкий (1664–1738)        | 25 июня 1736 года     | 9 июля 1736 года              |                              |
| 23. | Теодор Анджей Потоцкий (1664–1738)        | 6 октября 1738 года   | 17 ноября 1738 года           |                              |
| 24. | Кжиштоф Антони Шембек (1667–1748)         |                       | 6 октября 1738 года           | 17 ноября 1738 года          |
| 24. | Кжиштоф Антони Шембек (1667–1748)         | 3 октября 1740 года   | 13 ноября 1740 года           |                              |
| 24. | Кжиштоф Антони Шембек (1667–1748)         | 5 октября 1744 года   | 19 ноября 1744 года           |                              |
| 24. | Кжиштоф Антони Шембек (1667–1748)         | 3 октября 1746 года   | 14 ноября 1746 года           |                              |
| 25. | Юзеф Потоцкий (1673–1751)                 |                       | 30 сентября 1748 года         | 9 ноября 1748 года           |
| 26. | Адам Игнацы Коморовский (1699–1759)       |                       | 4 августа 1750 года           | 18 августа 1750 года         |
| 26. | Адам Игнацы Коморовский (1699–1759)       | 2 октября 1752 года   | 26 октября 1752 года          |                              |
| 26. | Адам Игнацы Коморовский (1699–1759)       | 30 сентября 1754 года | 31 октября 1754 года          |                              |
| 26. | Адам Игнацы Коморовский (1699–1759)       | 2 октября 1758 года   | 11 октября 1758 года          |                              |
| 27. | Владислав Александр Любенский (1703–1767) |                       | 6 октября 1760 года           | 13 октября 1760 года         |
| 27. | Владислав Александр Любенский (1703–1767) | 27 апреля 1761 года   | 2 мая 1761 года               |                              |
| 27. | Владислав Александр Любенский (1703–1767) | 4 октября 1762 года   | 7 октября 1762 года           |                              |
| 27. | Владислав Александр Любенский (1703–1767) | 7 мая 1764 года       | 23 июня 1764 года             |                              |
| 27. | Владислав Александр Любенский (1703–1767) | 27 августа 1764 года  | 8 сентября 1764 года          |                              |
| 27. | Владислав Александр Любенский (1703–1767) | 3 декабря 1764 года   | 20 декабря 1764 года          |                              |
| 27. | Владислав Александр Любенский (1703–1767) | 6 октября 1766 года   | 29 ноября 1766 года           |                              |
| 28. | Габриель Подоский (1719–1777)             |                       | 5 октября 1767 года           | 5 марта 1768 года            |
| 28. | Габриель Подоский (1719–1777)             | 19 апреля 1773 года   | 11 апреля 1775 года           |                              |
| 28. | Габриель Подоский (1719–1777)             | 26 августа 1776 года  | 31 октября 1776 года          |                              |
| 29. | Антони Казимеж Островский (1713–1784)     |                       | 5 октября 1778 года           | 14 ноября 1778 года          |
| 29. | Антони Казимеж Островский (1713–1784)     | 2 октября 1780 года   | 11 ноября 1780 года           |                              |
| 29. | Антони Казимеж Островский (1713–1784)     | 30 сентября 1782 года | 9 ноября 1782 года            |                              |
| 30. | Антони Барнаба Яблоновский (1732–1799)    |                       | 4 октября 1784 года           | 13 ноября 1784 года          |
| 31. | Михал Ежи Понятовский (1736–1794)         |                       | 2 октября 1786 года           | 13 ноября 1786 года          |
| 31. | Михал Ежи Понятовский (1736–1794)         | 6 октября 1788 года   | 29 мая 1792 года              |                              |
| 31. | Михал Ежи Понятовский (1736–1794)         | 21 июня 1793 года     | 23 ноября 1793 года           |                              |

## Председатели Сената Варшавского герцогства
Сенат Варшавского герцогства был создан согласно Конституции Варшавского герцогства от 22 июля 1807 года, как верхняя палата законодательного органа Варшавского герцогства. Сенат Варшавского герцогства состоял из: воеводы и кастеляны, а также клерикальные сенаторы (епископы), назначаемые королем пожизненно. Первоначально палата состояла из 18 сенаторов: по шесть епископов, воевод и кастелянов. Когда в 1809 году в результате победоносной войны Наполеона с Австрией к Княжеству были присоединены земли третьего австрийского раздела, число сенаторов было увеличено до 30. Состав сената расширился за счет 4 воевод, кастелянов и епископов. Сенаторы (воеводы и кастеляны) занимали титульные должности и на них не возлагались никакие практические задачи.
В соответствии с положениями Конституции Варшавского герцогства, дарованной Наполеоном Бонапартом, сейм герцогства состоял из двух палат: Палаты депутатов и Сената. Для них характерно неравенство: верхней палатой является Сенат, что является продолжением парламентской традиции Речи Посполитой. Однако полномочия Сената были более узкими, чем у Палаты депутатов.
Заседание проходило под председательством председателя сената, который руководил от имени короля. Была также должность секретаря палаты, которую занимал Юлиан Урсин Немцевич. Должности секретаря палаты и председателя мог занимать король. Местом заседаний Сената Варшавского Герцогства был Сенаторский зал Королевского замка в Варшаве, где висели портреты председателей Сената.
| #  | Имя маршала                          | Изображение | Начало нахождения в должности | Конец нахождения в должности |
| -- | ------------------------------------ | ----------- | ----------------------------- | ---------------------------- |
| 1. | Станислав Малаховский (1736–1809)    |             | 21 декабря 1807 года          | 29 декабря 1809 года         |
| 2. | Людвик Шимон Гутаковский (1738–1811) |             | 9 марта 1810 года             | 9 декабря 1811 года          |
| 3. | Томаш Адам Островский (1735–1817)    |             | 9 декабря 1811 года           | 30 апреля 1815 года          |

## Председатели Сената Царства Польского
После поражения Наполеона в России в 1812 году Варшавское герцогство в течение следующих нескольких месяцев оказалось под российской оккупацией. Царь Александр I поручил управление княжеством Верховному Временному Совету из пяти человек. Руководителем был назначен сенатор Василий Ланской, а команду дополнили Николай Новосильцев, Людвиг Христиан фон Коломб, Томаш Вавжецкий и ксёндз Ксавери Друцкий-Любецкий.
3 июня 1815 года был заключен договор о разделе Варшавского герцогства: Пруссия получила территорию впоследствии названную Великим княжеством Познанским, Подгуже — австрийцы, из Кракова и окрестностей была создана Краковская республика, а из остальных территорий было создано Царство Польское. О создании этого государственного образования было торжественно объявлено 20 июня 1815 года в Варшаве, а затем подтверждено в итоговом договоре Венского конгресса. В то время уже шла продвинутая работа над конституцией. В конечном итоге, после рукописных исправлений Императора, был принят несколько уменьшенный вариант, разработанный Александром Линовским и графом Людвиком Платером под руководством Адама Ежи Чарторыйского. Император подписал вышеупомянутый проект 27 ноября 1815 года, а текст был оглашен после отъезда Александра из Варшавы 24 декабря.
В статье 31 конституции говорилось: «Польский народ всегда будет иметь национальное представительство в Сейме, состоящем из короля и двух палат, первая из которых будет состоять из сената, вторая — из депутатов и депутатов от муниципалитетов». Полномочия и принципы деятельности Сейма были определены во всем Разделе IV, включавшем 18 статей. Палаты должны были собираться раз в два года в Варшаве в назначенное монархом время сроком на 30 дней. Однако на самом деле заседания сейма проводились всего четыре раза — в 1818, 1820, 1825 и 1830 годах. С 1825 года, вопреки прежним положениям Конституции Царства Польского, заседания Сейма были тайными. Конституционный акт был дополнен Органическим законом о народном представительстве от 19 ноября 1816 года.
Сенат состоял из римско-католических епископов, воевод и каштелянов в количестве, не превышающем половины членов Палаты депутатов (не более 64). Светские сенаторы назначались королем из двойного числа кандидатов, предложенных Сенатом и Наместником. Право заседать в сенате имели также члены правящей династии, достигшие 18-летнего возраста.
| #  | Имя маршала                            | Изображение | Начало нахождения в должности | Конец нахождения в должности |
| -- | -------------------------------------- | ----------- | ----------------------------- | ---------------------------- |
| 1. | Томаш Адам Островский (1735–1817)      |             | 1815                          | 5 февраля 1817 года          |
| 2. | Станислав Костка Потоцкий (1755–1821)  |             | 31 июля 1818 года             | 14 сентября 1821 года        |
| 3. | Станислав Костка Замойский (1775–1856) |             | 29 января 1822 года           | 20 июля 1831 года            |

## Председатели Сената Королевства Польского во время Ноябрьского восстания

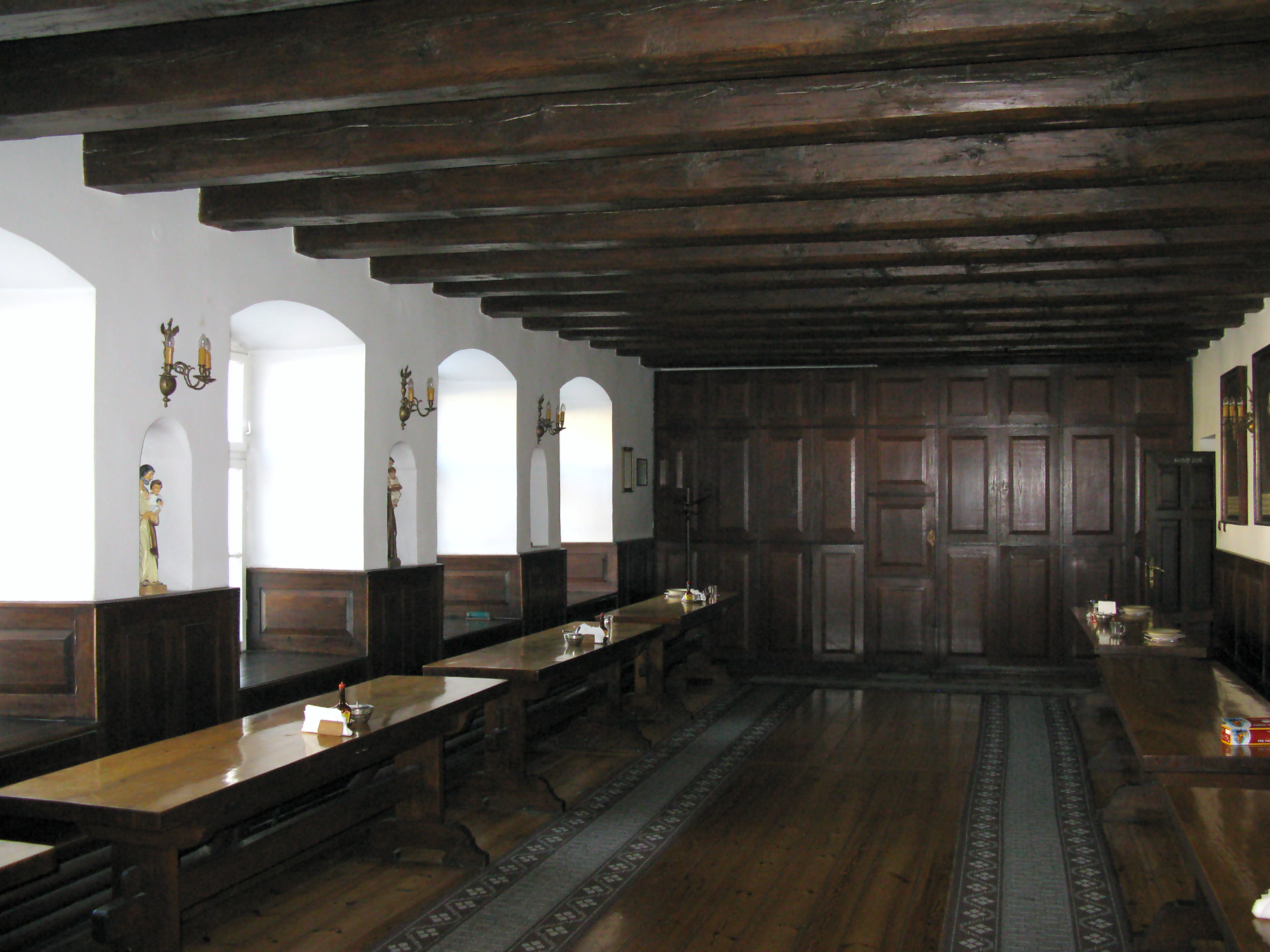
Трапезная монастыря капуцинов в Закрочиме, где проходили собрания сената в сентябре 1831 года

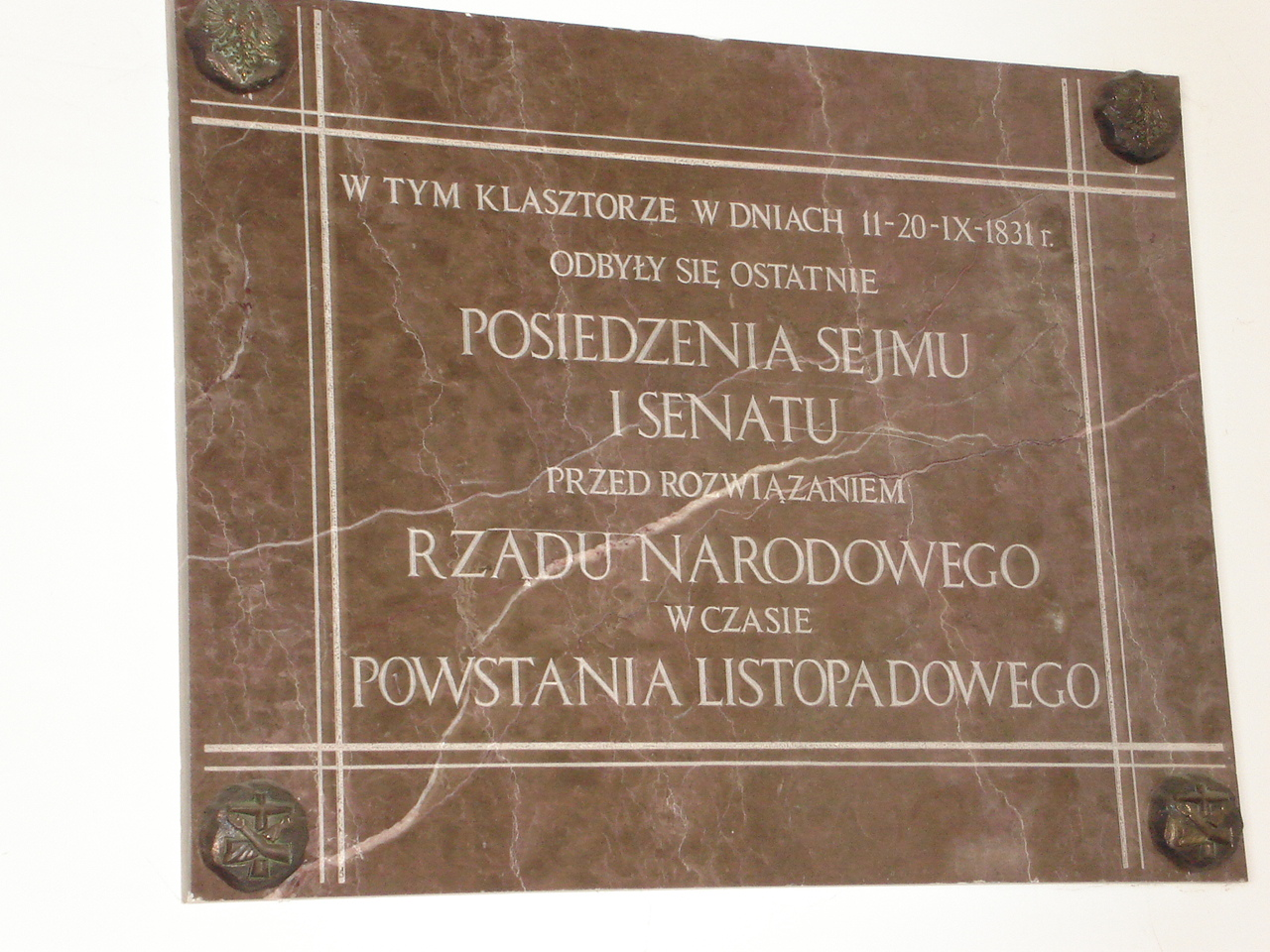
Мемориальная доска в трапезной монастыря капуцинов в Закрочиме, в память о последнем заседании Сейма и Сената перед роспуском Национального правительства во время Ноябрьского восстания

Двухпалатный (Сенат и Палата депутатов) Сейм Царства Польского продолжал свою работу, с небольшими перерывами, во время Ноябрьского восстания с 18 декабря 1830 года по 23 сентября 1831 года. Все парламентарии, входившие в состав Сейма с июня 1830 года, сохранили свои мандаты. После свержения царя Николая I Романова (25 января 1831 года) Сейм взял на себя большую часть прерогатив монарха. Обе палаты (депутатов и сенаторов) получили исключительные права на принятие законов и законодательную инициативу (эта компетенция также была передана национальному правительству).
25 января 1831 года, перед лицом агрессивных заявлений фельдмаршала Ивана Дибича и в ожидании вторжения русских войск, Сейм, находившийся под сильным давлением общественного мнения, подстрекаемого Патриотическим обществом, принял постановление о лишении права на польский престол императора России Николая I. 18 мая 1831 года Сейм исключил из своих рядов лиц, не подписавших акт о низвержении. Согласно закону от 19 мая состав Сейма был расширен за счет тридцати двух представителей захваченных русскими земель, представителей Литвы и Руси.
После падения Варшавы (7 сентября 1831) значение Сейма и повстанческого правительства уменьшилось. С помощью генерала Мацея Рыбинского, Закрочим стал резиденцией правительства и Сейма. Заседания Сейма проходили в трапезной местного монастыря капуцинов, с 11 по 20 сентября. Последнее заседание Сейма состоялось 23 сентября 1831 года в Плоцке.
| #  | Имя маршала                            | Изображение           | Начало нахождения в должности | Конец нахождения в должности |
| -- | -------------------------------------- | --------------------- | ----------------------------- | ---------------------------- |
| 1. | Адам Ежи Чарторыйский (1770–1861)      |                       | 18 декабря 1830 года          | 30 января 1831 года          |
| 2. | Игнацы Мянчиньский (1767–1840)         |                       | 30 января 1831 года           | 26 февраля 1831 года         |
| 2. | Игнацы Мянчиньский (1767–1840)         | 18 апреля 1831 года   | 20 июня 1831 года             |                              |
| 3. | Францишек Салезы Накваский (1771–1848) |                       | 27 февраля 1831 года          | 14 апреля 1831 года          |
| 4. | Мацей Водзиньский (1782–1848)          |                       | 21 июня 1831 года             | 21 июня 1831 года            |
| 4. | Мацей Водзиньский (1782–1848)          | 16 июля 1831 года     | 16 июля 1831 года             |                              |
| 4. | Мацей Водзиньский (1782–1848)          | 23 июля 1831 года     | 8 августа 1831 года           |                              |
| 4. | Мацей Водзиньский (1782–1848)          | 11 сентября 1831 года | 19 сентября 1831 года         |                              |
| 5. | Антони Глищиньский (1766–1835)         |                       | 25 июня 1831 года             | 2 июля 1831 года             |
| 5. | Антони Глищиньский (1766–1835)         | 9 июля 1831 года      | 9 июля 1831 года              |                              |
| 6. | Михал Кохановский (1757–1832)          |                       | 4 июля 1831 года              | 7 июля 1831 года             |
| 6. | Михал Кохановский (1757–1832)          | 15 июля 1831 года     | 15 июля 1831 года             |                              |
| 6. | Михал Кохановский (1757–1832)          | 18 июля 1831 года     | 20 июля 1831 года             |                              |
| 6. | Михал Кохановский (1757–1832)          | 9 августа 1831 года   | 11 августа 1831 года          |                              |
| 7. | Михал Гедеон Радзивилл (1778–1850)     |                       | 13 августа 1831 года          | 7 сентября 1831 года         |
| 8. | Антони Ян Островский (1782–1845)       |                       | 23 сентября 1831 года         | 23 сентября 1831 года        |

## Маршалы Сената во Второй Польской республике

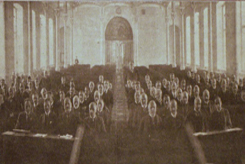
Фотография с первого заседания Сената Республики Польша в 1922 году

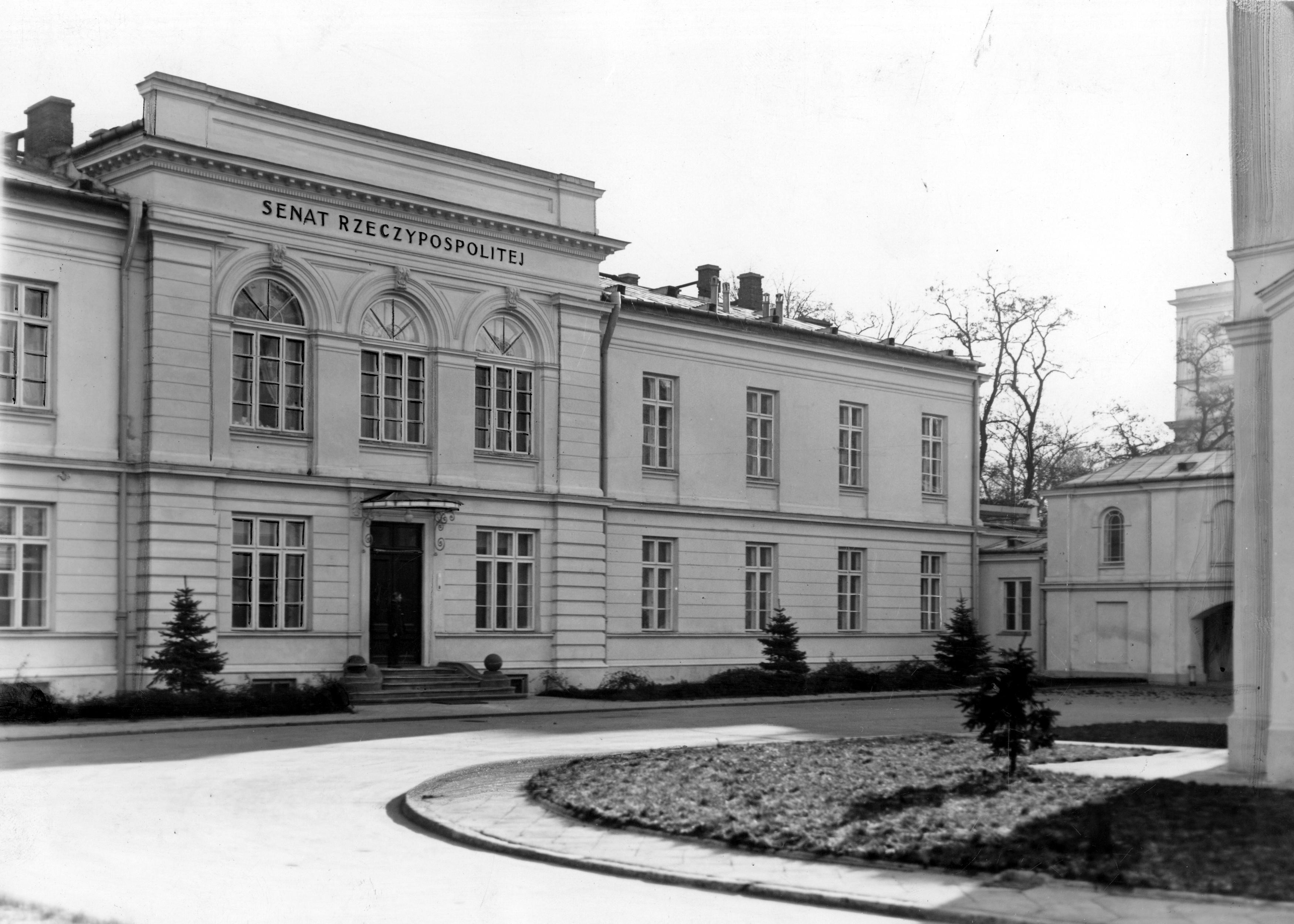
Здание Сената Республики Польша в 1932 году

Во Второй Польской республике институт Сената был восстановлен в 1921 году мартовской конституцией. В ходе чрезвычайно оживленных дискуссий возникли многочисленные споры и полемики. В частности, они касались того, будет ли парламент однопалатным или двухпалатным. Левое крыло выступало за однопалатный парламент (Польская социалистическая партия, Польская крестьянская партия «Освобождение», Национальная рабочая партия), тогда как правое крыло выступало за двухпалатный парламент (Национально-демократическая партия Польши, Польская крестьянская партия «Пяст», Католическая народная партия). В результате компромисса предполагалось, что Сенат будет существовать в экспериментальном порядке в течение 5 лет, после чего Сейм сможет упразднить Сенат, изменив собственное постановление. Созданный в соответствии с Конституцией 17 марта 1921 года Сенат состоял из 111 сенаторов, избираемых на пятиусловных принципах (всеобщим, равным, тайным, прямым и пропорциональным голосованием).
Сенат совместно с Сеймом сформировал Национальное собрание, которое избрало Президента Республики Польша.
Апрельская конституция 1935 года ограничила полномочия парламента в пользу президента, но в то же время усилила позиции Сената по отношению к Сейму. Она возлагал на маршала верхней палаты, а не, как раньше, на маршала сейма, функции президента в случае его смерти или неспособности выполнять свои обязанности.
Последнее заседание Сената состоялось 2 сентября 1939 года. Сенат и Сейм были распущены 2 ноября 1939 года президентом в изгнании. В начале декабря этого года он распорядился провести выборы в обе палаты через 60 дней после окончания войны.
| #  | Имя маршала                      | Изображение | Начало нахождения в должности | Конец нахождения в должности | Партийность                                       | Каденция  |
| -- | -------------------------------- | ----------- | ----------------------------- | ---------------------------- | ------------------------------------------------- | --------- |
| 1. | Войцех Тромпчиньский (1860–1953) |             | 28 ноября 1922                | 26 марта 1928                | Христианский союз национального единства          | I созыв   |
| 2. | Юлиан Шиманьский (1870–1958)     |             | 27 марта 1928                 | 8 декабря 1930               | Беспартийный блок сотрудничества с правительством | II созыв  |
| 3. | Владислав Рачкевич (1885–1947)   |             | 9 декабря 1930                | 3 октября 1935               | Беспартийный блок сотрудничества с правительством | III созыв |
| 4. | Александр Пристор (1874–1941)    |             | 4 октября 1935                | 27 ноября 1938               | Лагерь национального объединения                  | IV созыв  |
| 5. | Богуслав Медзиньский (1891–1972) |             | 28 ноября 1938                | 2 ноября 1939                | Лагерь национального объединения                  | V созыв   |

## Маршалы Сената Польской Народной Республики и Третьей Польской Республики

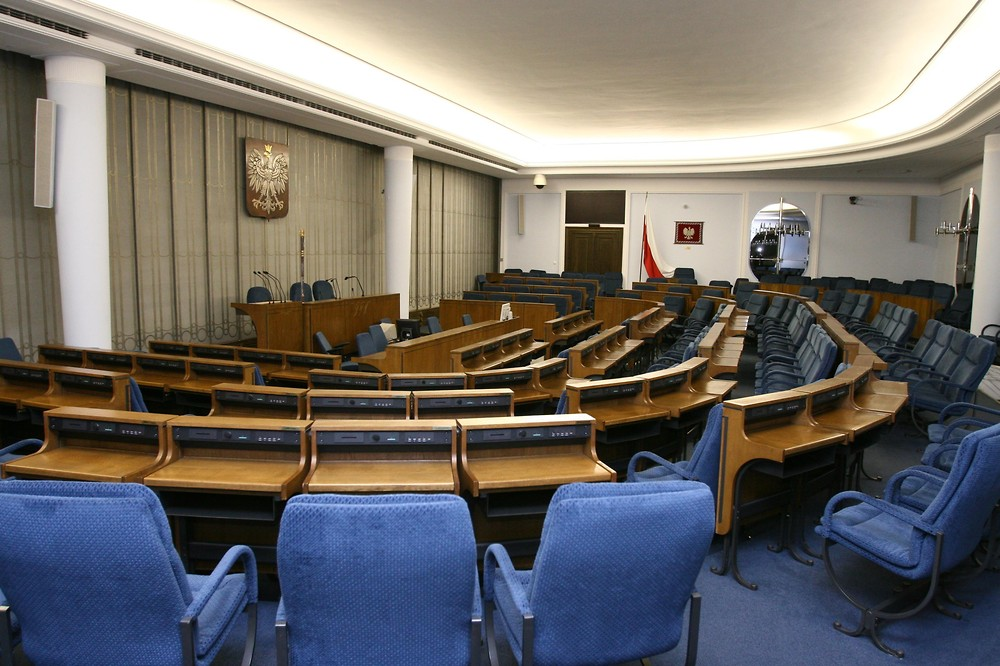
Дебатный зал Здания Сената

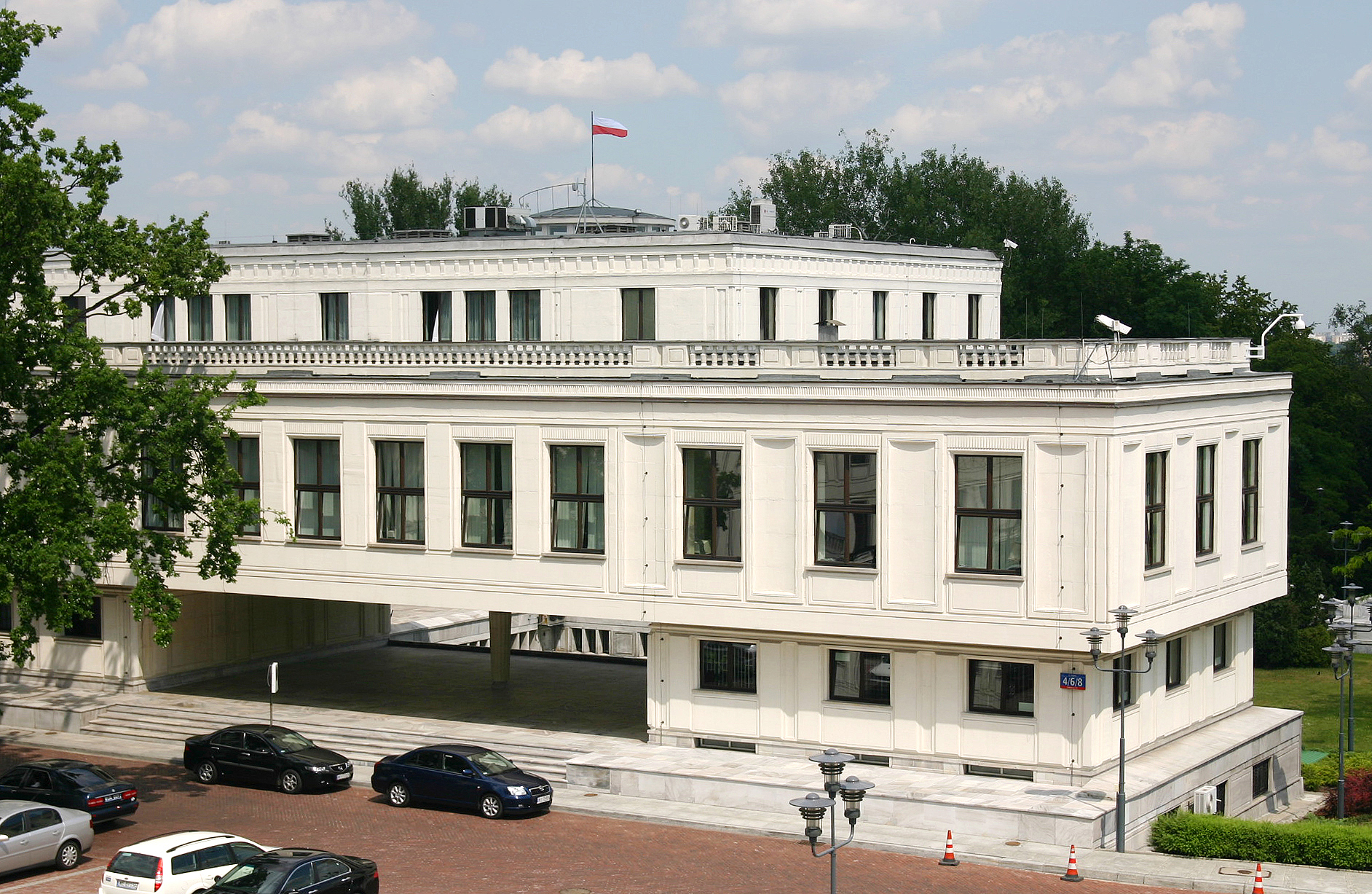
Здание Сената Республики Польша в 2006 году

В Польской Народной Республике после Второй мировой войны институт Сената был упразднен по результатам сфальсифицированного народного референдума 1946 года. На протяжении более 40 лет Сейм был единственной палатой польского парламента, пока не состоялись выборы 4 июня 1989. Тогда был избран Сенат I созыва, голосование имело огромный успех для «Солидарности», ей удалось ввести в палату аж 99 представителей из 100 сенаторов. Сенат был создан на основе соглашений «Круглого Стола»; было решено, что в каждом воеводстве будут избраны по 2 сенатора (кроме Варшавского и Катовицкого, в которых было избрано по 3 сенатора). 29 декабря 1989 года была внесена очередная поправка в конституцию — название Польской Народной Республики было заменено на название Республики Польша, таким образом, сенаторы Сената Польской Народной Республики стали сенаторами Сената Республики Польша.
После восстановления Сената в 1989 году местом его заседаний до мая 1991 года был Колонный зал Сейма. В настоящее время заседания проходят в Дебатном зале Здания Сената, расположенном в парламентском комплексе рядом со зданием Сейма.
| Lp. | Имя маршала                            | Изображение        | Начало нахождения в должности | Конец нахождения в должности | Партийность                                         | Каденция  |
| --- | -------------------------------------- | ------------------ | ----------------------------- | ---------------------------- | --------------------------------------------------- | --------- |
| 1.  | Анджей Стельмаховский (1925–2009)      |                    | 4 июля 1989 года              | 25 ноября 1991 года          | Гражданский парламентский клуб                      | I созыв   |
| 2.  | Август Хелковский (1927–1999)          |                    | 26 ноября 1991 года           | 14 октября 1993 года         | Независимый самоуправляемый профсоюз «Солидарность» | II созыв  |
| 3.  | Адам Струзик (род. 1957)               |                    | 15 октября 1993 года          | 20 октября 1997 года         | Польская крестьянская партия                        | III созыв |
| 4.  | Алиция Гжеськовяк (род. 1941)          |                    | 21 октября 1997 года          | 18 октября 2001 года         | Избирательная акция Солидарность                    | IV созыв  |
| 5.  | Лонгин Пастусяк (род. 1935)            |                    | 20 октября 2001 года          | 18 октября 2005 года         | Союз демократических левых сил                      | V созыв   |
| 6.  | Богдан Борусевич (род. 1949)           |                    | 20 октября 2005 года          | 4 ноября 2007 года           | Гражданская платформа (с 11 июня 2011)              | VI созыв  |
| 6.  | Богдан Борусевич (род. 1949)           | 5 ноября 2007 года | 7 ноября 2011 года            | VII созыв                    | Гражданская платформа (с 11 июня 2011)              |           |
|     | Богдан Борусевич (род. 1949)           | 8 ноября 2011 года | 11 ноября 2015 года           | VIII созыв                   | Гражданская платформа (с 11 июня 2011)              |           |
| 7.  | Станислав Карчевский (род. 1955)       |                    | 12 ноября 2015 года           | 11 ноября 2019 года          | Право и справедливость                              | IX созыв  |
| 8.  | Томаш Гродзкий (род. 1958)             |                    | 12 ноября 2019 года           | 12 ноября 2023 года          | Гражданская коалиция                                | X созыв   |
| 9.  | Малгожата Кидава-Блоньская (род. 1957) |                    | 13 ноября 2023 года           | в должности                  | Гражданская коалиция                                | XI созыв  |